# Auchy-lez-Orchies

Auchy-lez-Orchies este o comună în departamentul Nord, Franța. În 1 ianuarie 2022 avea o populație de 1.542 de locuitori.